# Dříve vyslovené přání
Dříve vyslovené přání je medicínsko-právní a etický institut, který umožňuje člověku předem vyjádřit svou vůli pro případ, že by se v budoucnu dostal do zdravotního stavu, ve kterém by nemohl vyjádřit svůj souhlas nebo naopak nesouhlas s poskytnutím zdravotních služeb. Vedle negativního reversu se jedná o další nástroj, který v medicínském právu umožňuje pacientovi naplňovat právo na osobní svobodu formou neposkytnutí zdravotní péče.
Prohlášení o odmítnutí nějakého zákroku bývá nejčastěji spojeno se snahou zabránit umělému prodlužování života. Typickou podobou dříve vysloveného přání je žádost nezahajovat kardiopulmonální resuscitaci při oběhovém selhání (angl. zkratka „DNR“ – do not resuscitate).

## Využití
Institut dříve vysloveného přání mohou využít lidé, kteří mají obavu, že by se v budoucnu mohli dostat do situace, kdy by nebyli schopni rozhodovat o své léčbě a znají svá přání dopředu. Může se jednat nejen o lidi s onemocněním, u kterého lze očekávat, že k takovému stavu povede (např. syndrom demence), ale také o lidi zdravé, kteří chtějí vyjádřit svou vůli např. pro případ vážné dopravní nehody,
Nejčastějším důvodem k odmítnutí lékařské péče bývá snaha zamezit umělému prodlužování života při oběhovém selhání, vyjádřená anglickou zkratkou „DNR“ (do not resuscitate). Pacient však může tímto způsobem také vyjádřit například svůj nesouhlas s podáváním umělé výživy nebo s hospitalizací.

## Zakotvení institutu v českém právním řádu
V roce 2001 ratifikovala Česká republika Úmluvu o lidských právech a biomedicíně (celým názvem Úmluva na ochranu lidských práv a důstojnosti lidské bytosti v souvislosti s aplikací biologie a medicíny), která ve čl. 9 uvádí, že na dříve vyslovená přání bude brán zřetel. Na tuto úmluvu navázal zákon č. 372/2011 Sb., o zdravotních službách a podmínkách jejich poskytování (dále jen zákon o zdravotních službách), který v § 36 upravuje podmínky uplatnění dříve vysloveného přání. Dále tento pojem užívá v § 98 nový občanský zákoník - zákon č. 89/2012 Sb.

## Lidská práva jako východiska institutu dříve vysloveného přání
V základech institutu stojí pojetí člověka jako autonomní bytosti (princip autonomie), právo na ochranu lidské důstojnosti, právo na sebeurčení a nedotknutelnost osoby. Pramenem těchto práv jsou mezinárodní smlouvy o lidských právech, v českém právním řádu potom ústavní Listina základních práv a svobod. Respekt k autonomii člověka a k lidské důstojnosti je také základním principem uplatňovaným v lékařské etice.

## Pojmosloví
V českém prostředí je možné se vedle pojmu „dříve vyslovené přání“, setkat také s termínem „dříve projevená přání“.  Další variantou je "předem vyslovené přání". Tato pojmová nejednotnost byla způsobena odlišným překladem anglického termínu „expressed wishes“ užitého v Úmluvě o lidských právech a biomedicíně. Zákon o zdravotních službách užívá termín „dříve vyslovené přání“. V zahraniční literatuře se setkáváme s pestrou škálou pojmů, např. „advance directive“, „living will“, „personal directive“, „advance decision“ nebo „instructiones previas“, v německy hovořících zemích je tento institut označován jako „die Patientenverfügung“.

## Formální náležitosti
V České republice má dříve vyslovené přání písemnou podobu (v anglicky hovořícím prostředí je tato podoba nazývána „living will“). Je potřeba specifikovat okolnosti, ke kterým se přání váže, tedy stádium nemoci a/nebo konkrétní výkon zdravotní péče. Součástí dokumentu je písemné poučení pacienta lékařem o možných důsledcích jeho rozhodnutí. Toto poučení může poskytnout všeobecný praktický lékař, nebo lékař ve zdravotnickém oboru, který souvisí s dříve vysloveným přáním. Dokument musí být opatřen úředně ověřeným podpisem pacienta. Pacient může své přání vyjádřit také za hospitalizace a to buď při přijetí, nebo kdykoli v průběhu hospitalizace. Přání vyslovené tímto způsobem je zaznamenáno do zdravotnické dokumentace pacienta a pod tento záznam se podepíše pacient, zdravotnický pracovník a svědek (v tomto případě není třeba podpis úředně ověřovat). Přání vyslovené během hospitalizace slouží pouze pro spolupráci s tímto konkrétním poskytovatelem zdravotních služeb.

## Podmínky využití institutu v ČR
Zákon o zdravotních službách udává podmínky, které je třeba naplnit, aby bylo možné brát dříve vyslovené přání na zřetel. V první řadě musí mít zdravotnický personál toto přání k dispozici a dále musí nastat situace, ke které se toto přání vztahuje a skutečnost, že pacient není schopen pro svůj zdravotní stav vyjádřit souhlas nebo nesouhlas se zdravotní péčí. Dříve vyslovené přání musí splňovat formální náležitosti. Zákon rovněž uvádí podmínky, za kterých dříve vyslovené přání uplatnit nelze, a to pokud došlo od doby jeho vyslovení k takovému vývoji v poskytování zdravotnických služeb, že lze důvodně předpokládat, že by pacient za těchto okolností s poskytnutím služby souhlasil, dále není možné uplatnit přání, jež by vedlo k takovým postupům, které by ve výsledku aktivně způsobily smrt pacienta nebo ohrozily jiné osoby. Zdravotníci také nemohou respektovat přání, které neměli k dispozici před započetím takových zdravotních výkonů, jejichž přerušení by nyní mělo za následek aktivní způsobení smrti pacienta. Možnost využít institut dříve vysloveného přání se nevztahuje na nezletilé osoby a osoby s omezenou svéprávností.

## Etické a právní problémy
S institutem dříve vysloveného přání vyvstaly problémy etické a právní povahy. Týkají se v první řadě způsobu vyjádření přání: problematická může být jeho neurčitost, stejně jako naopak přílišná specifikace. Dále je tu otázka, zda je vždy zcela zřejmá hranice, za kterou osoba ztrácí kompetenci vědomě o sobě rozhodovat. Kritici institutu také přináší otázku, zda je člověk vždy schopen zvážit situaci předem a mít jistotu v tom, co bude chtít v budoucnu. Je možné, že „kompetentní já“, které vyslovilo své přání, má jiné zájmy, než „nekompetentní já“, tedy že osoba, která se v minulosti rozhodla přestat v případě konkrétního stavu žít, je nyní v tomto stavu spokojená. Podle některých názorů dokonce v situaci, kdy o sobě nejsme schopni rozhodovat, vzniká nová osoba s novou identitou a původní osoba není kompetentní rozhodovat o osobě nové. Otázkou také zůstává, nakolik dříve vyslovené přání odráží vlastní přání pacienta, jeho názory a pohled na situaci a nakolik je tento člověk ovlivněn informacemi a přístupem lékaře, který mu poskytl poučení a dalšími zdravotníky podílejícími se na jeho léčbě. Nakonec můžeme jako na problematickou nahlížet také na formulaci „bude brát zřetel“, kterou uvádí zákon o zdravotních službách i Úmluva o lidských právech a biomedicíně, a která, podle některých autorů, neposkytuje dostatečnou právní jistotu.

## Dříve vyslovené přání v zahraničí
Kolébkou institutu dříve vysloveného přání jsou USA. V roce 1969 zde advokát Luis Kutner navrhl formu dokumentů, které jsou dnes známé pod termínem „living will“. Od této doby proniká institut dříve vysloveného přání nejprve do legislativy USA, dnes je poměrně rozšířený také v evropských zemích, v Kanadě a Austrálii. Vedle klasické formy „living will“, tedy předem sepsaného formálního dokumentu, a tzv. „substitute decision-making“, kdy pacient určí osobu, která bude místo něj v dané situaci rozhodovat, existuje v některých zemích ještě třetí, méně využívaný způsob vyjádření přání zvaný „values history“. Jsou při něm zohledněny hodnoty, postoje a životní plán pacienta (pacientům je například doporučováno seznámit své blízké, zdravotníky a další pomáhající profesionály se svými postoji ke zdraví a nemoci, hodnotami, přáními a pocity souvisejícími s poskytováním péče, hovořit s nimi o důležitých otázkách, svá přání, postoje a názory sepsat).